# 斯科特鎮區 (費耶特縣)
斯科特鎮區（Scott Township），美国艾奥瓦州费耶特县的一个鎮區，总面积93.84平方公里，总人口254（2010年美国人口普查）。